# Dikula (potok)
Dikula – potok, prawy dopływ potoku Ipoltica w Niżnych Tatrach na Słowacji. Jest ciekiem 4 rzędu o długości 8,5 km. Wypływa na wysokości około 1380 m na wschodnim zboczu Helpiańskiego Wierchu ( Heľpianský vrch). Na krótkim odcinku spływa na wschód, potem opływając podnóża szczytu Ostrá zmienia kierunek kolejno na  północno-wschodni i północny. Po przyjęciu dopływu ze zboczy szczytu Panská hoľa zmienia kierunek na północno-zachodni i płynie dnem doliny Dikula. Uchodzi do Ipolticy na wysokości około 820 m, w miejscu o nazwie Ipoltica, zaver doliny.
Dikula ma kilka dopływów. Największy z nich to potok Vápenica. Zlewnia Dikuli znajduje się w niezamieszkałych i porośniętych lasem obszarach Parku Narodowego Niżne Tatry. Dnem doliny potoku prowadzi szlak turystyczny.

## Szlaki turystyczne
Wychodna (Východná), przystanek kolejowy – Čierny Váh – Ipoltica, zaver doliny – leśniczówka Veľká Dikula – leśniczówka Banisko – Priehybka. Suma podejść 1348 m, czas przejścia 7.25 h